# مسعود ميرت
مسعود ميرت هو لاعب كرة قدم كندي في مركز الوسط، ولد في 18 مارس 1978 في بلغاريا. لعب مع إمباكت مونتريال.